# Religión maya

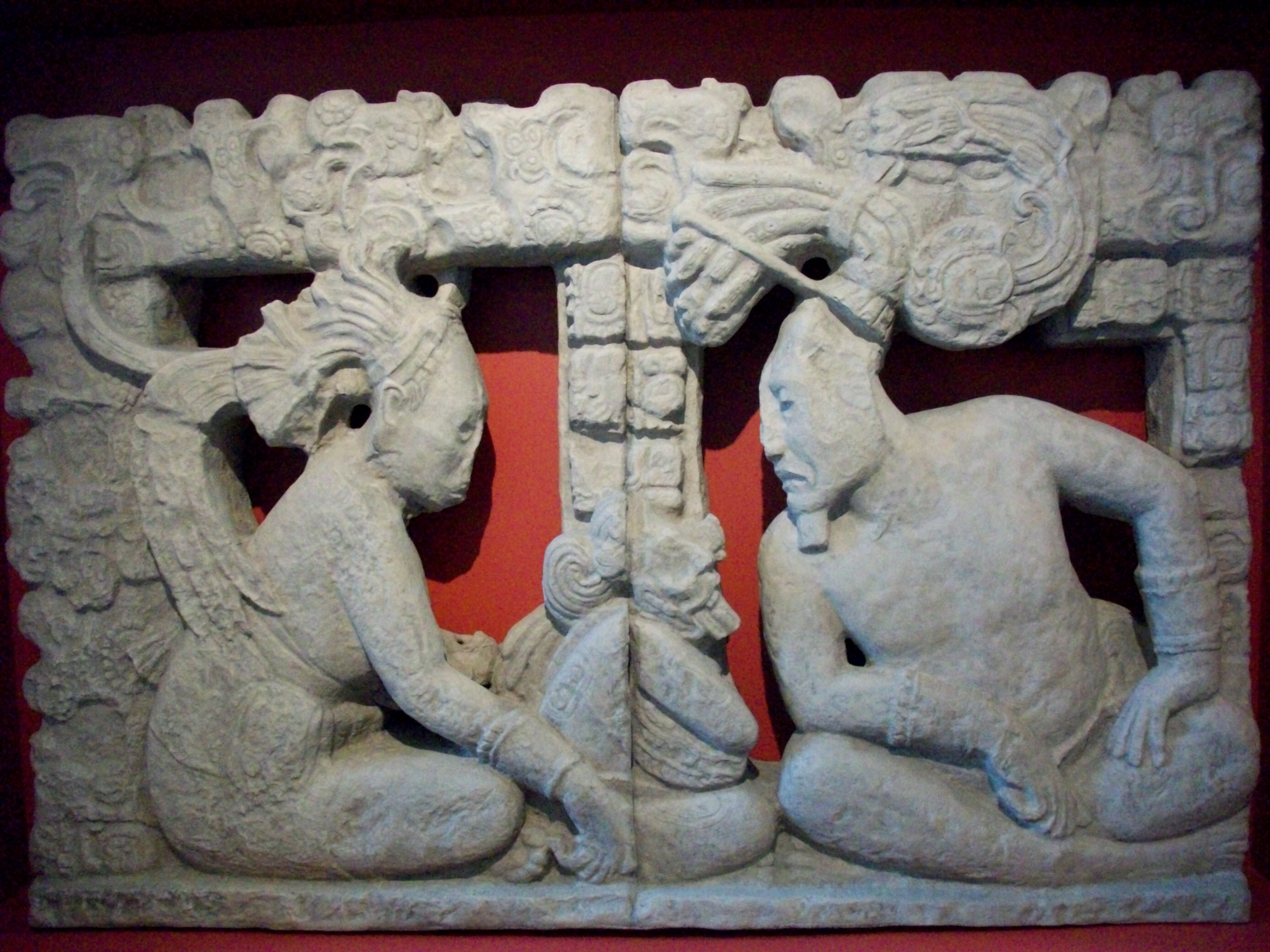
Respaldo de trono: A la derecha, el rey, en el medio, el patrón del mes de Pax como mensajero. Museo Amparo, México.

La religión maya es una religión precolombina que estaba firmemente unida a la veneración de los dioses. La religión se preocupaba de entender el porqué de las cosas, lo que lleva a definirla como una especie de filosofía precursora de la ciencia moderna. Así pues, no se puede combatir por separado, los descubrimientos científicos mayas, la ideología, y la religión, ya que todas tienen, aunque sea en un inicio, su origen en la fe y la creencia de dioses.
Cabe destacar la gran importancia de la religión en la vida cotidiana maya, ya que, además de edificarse templos, y de construir las ciudades alrededor de ellos, los ciudadanos mayas eran fuertemente creyentes, y los sacerdotes eran considerados parte de las altas esferas sociales, teniendo potestad absoluta sobre el saber, y por supuesto, un gran número de riquezas.
El papel de los sacerdotes estaba marcado por una serie de «clases» que los jerarquizaba y dividía según su nivel de actuación entre los seres humanos y los dioses. De esta manera, se encontraban los sacerdotes del Sol, que presidían los actos rituales, los profetas (chilán), que tenían la cualidad de entrar en una especie de trance y predecir qué iba a ocurrir en el futuro. Todos los rituales llevados a cabo por los mayas eran programados y dirigidos por sacerdotes, los cuales eran fácilmente visibles debido a su indumentaria con pieles de jaguar, su hábito rojo, cuantiosas joyas, y cofias adornadas con flores.
Ahora bien, todos los rituales mayas tenían su origen en la mitología, por lo que esta se puede considerar la base de la cultura maya. De acuerdo con esto, el culto se convertía en un marco y nivel medio de concreción de la mitología, y los ritos en los instrumentos identificados como el nivel inferior, siendo pues, la consecución de la lectura extraía por los sacerdotes de los mitos mayas.
Entre los ritos que realizaba la sociedad maya, se encuentran los del sacrificio, los de sangre, los de sacrificios humanos o animales.

## Mitología

### Popol Vuh
El Popol vuh es una recopilación de leyendas de los quiché ―pueblo de la cultura maya mayoritario en Guatemala―. El manuscrito del padre Ximénez, que contiene el texto más antiguo conocido (c. 1701), se encuentra en la biblioteca de Newbery, en la ciudad de Chicago (Estados Unidos).
Muchos libros mayas fueron quemados durante la conquista española pero aun así el Popol Vuh se siguió transmitiendo oralmente. Primero se tradujo al quiché y después al español entre 1701 y 1703. En idioma maya, Popol quiere decir ‘reunión’ o ‘casa común’. Y Vuh significa ‘papel’ o ‘libro’.
En él se pueden encontrar valores místicos, filosóficos, artísticos y científicos que crean en conjunto una unidad religiosa. Se le llama también el libro del consejo ya que es el libro de más importancia literaria maya.

En este libro se encuentran la solución a los problemas interiores del hombre es decir ayudan a destruir tus demonios interiores (los pecados capitales), la enfermedad y la muerte que ellos llaman «los señores de Xibalba» por lo que este libro sirve de guía para aquellas personas que buscan perfeccionarse y ser mejores.
El Popol Vuh está dividido en tres partes:
- La creación del mundo.
- La creación de la primera pareja de personas y la civilización del maíz.
- Los quichés y los reyes hasta 1550.

La forma de vida maya es descrita con gran detalle en este libro que recoge la zona guatemalteca como punto de partida de esta civilización; además, en él se pueden ver algunas ideas cristianas por lo que se deduce que el escritor debía de conocer algún misionero católico que ejerciera de influencia.

### Cosmología

#### Creación de la tierra
Otra de las creaciones que se produjo, fue la forma de la tierra, esta se produjo por la plantación de tres piedras del hogar celestial y elevar el cielo (estaba situado por encima del mar primordial) para que saliera a la superficie la tierra, por ello, al retirarse el agua aparecieron las montañas, los bosques, lagos, los pájaros, animales, etc., es decir, todo lo que es el planeta.
La Pareja creadora, no consiguió sus objetivos, en crear a seres capaces de hablar, de rezar, de seguir el paso de tiempo, sobre todo, de honrar a los dioses. Después de todo esto, los Creadores del mundo provocaron un diluvio que destruiría la tierra, para que pudiera comenzar la tercera creación.

#### El Sol y la Luna
La creación de los dioses gemelos llamados Hun-Hunahpú y Vucub-Hunahpú. A ellos les gustaba jugar a la pelota, estaban haciendo ruido y esto molestó a los señores de Xibalbá (el reino subterráneo) Hun-Camé y Vucub-Camé. Los gemelos fueron transportados al Mundo inferior, donde serían juzgados y deberían pasar por varias pruebas. Pero aun así, fueron ejecutados y enterrados en el terreno de juego, donde jugaban a la pelota.
La cabeza de Hun-Hunahpú fue colgada en un árbol, para que sirviera de advertencia. Un día, Ixquic, la hija de Cuchumaquic, uno de los señores de Xibalbá, por curiosidad, se acercó para verlo y este le pidió que abriese la mano. La cabeza le escupió en la palma y fue fecundada. El padre de la muchacha se enfadó y la expulsó al Mundo intermedio de los humanos, y encontró refugio en la abuela de sus bebés, Ixmucané. Llamó a sus gemelos Hunahpú e Ixbalanqué.
Los chicos nacieron con la misma afición que su padre: les gustaba jugar a la pelota. Lo único que los diferenciaba de su padre y tío, fue que estos fueron más astutos que ellos. Incluso a los Señores de Xibalbá pudieron mantenerlos a raya.
Cuando los de Xibalbá pudieron al fin matarlos, estos revivieron en forma de peces que luego se volvieron hombres. Estos hacían trucos, como matarse el uno al otro y revivirse. Los señores de Bivalva se sorprendieron al escuchar esto y pidieron una demostración, y así lo hicieron. Admirados, los señores de la muerte pidieron dejarse sacrificar para luego ser devueltos a la vida, pero Hunahpú y Ixbalanqué ya no los revivieron. Así, fue como expulsaron a las gentes de Xibalbá del mundo de los humanos.
Otra forma más de creación, fue que los gemelos se encararon con el pájaro celeste, Vucub-Caquix, que era hermoso y presumido, y exigía a las personas que lo adoraran porque era el sol. Contra estos aires de superioridad, los gemelos planearon darle una lección, tanto a él como a sus hijos, Zipacná y Cabracán, y les lanzaron piedras. Esta le dio en un diente, y tenía gran dolor. Desesperado, pidió ayuda a su abuelo, y le dijo que tenía que arrancarle los dientes y los ojos. Este suceso le quitó el prestigio a Vucub Caquix.
Sus hijos seguían haciendo el mal, y se acercaron a su casa cuatrocientos chicos, como consecuencia derrumbaron su casa y los mataron a todos.
Cuando los gemelos subieron de Xibalbá, uno de ellos se convirtió en el Sol y el otro en la Luna. Y los chicos que habían muerto ascendieron y se convirtieron en estrellas.

### Dioses mayas
Lo que hasta ahora conocemos de la cultura maya precolombina nos da a entender que estamos ante una antigua sociedad en la que la religión, y sobre todo, la inmensa fe y devoción, dotaban de sentido a todo lo que entonces pasaba, y en la que por tanto, los dioses debían ser venerados muy bien.
De esta manera, y como de las anteriores palabras se deduce, los mayas eran politeístas, y es más, cada uno de ellos poseía diferentes atributos, por lo que, consecuentemente, un solo dios puede verse representado de varias maneras, además de tener matices positivos y negativos, no quedándose así los mayas tan sólo en la dualidad aparente de dioses de la vida y bienestar (el de la fertilidad, maíz, lluvia,…), y del sufrimiento y dolor (dioses de la guerra, de las malas cosechas, es decir, de todo lo malo).
Ahora bien, al contrario de lo que algunos puedan pensar, los dioses no eran representaciones divinas con forma humana, sino que eran una plasmación metafórica basada en mitos (extraídos de su propia cultura) de la ideología maya. De esta forma, eran los dioses los que atribuían de sentido a la jerarquización de la sociedad maya, y a la existencia de todo cuanto les rodeaba.
A continuación vamos a ver algunos de los dioses más destacados:
Ixpiyacoc e Ixmucané
Itzamná
Ix Chevel Yax
Ix Chel
Vucub Caquix
Kisín
Chaac
Principalmente uno de los animales sagrados de los mayas era el mono al igual que el chacal.

### Nahualismo
Véase :
- Ana Erice, Reconsideración de las creencias mayas en torno al nahualismo Archivado el 20 de diciembre de 2014 en Wayback Machine., in Estudios de Cultura Maya, 1985.
- Mercedes de la Garza, Naguales mayas de ayer y de hoy Archivado el 29 de noviembre de 2014 en Wayback Machine..

## Ritos y cultos
En  una religión, los cultos y las creencias son, generalmente, el reflejo concreto y palpable de una mitología enraizada en el pensamiento popular. Constituyen un lenguaje que define y delimita el espacio de comunicación entre los hombres y sus dioses. La mitología es el fundamento, el culto es el marco y el rito, el instrumento.
Los mitos mayas justifican, explican y aglutinan todas las operaciones culturales. Por esta razón, el culto se convierte en el centro de gravedad alrededor del cual se organizan los mitos y los ritos.
La religión maya estaba ligada a las incertidumbres de la agricultura y generaba un gran número de intervenciones rituales, que equivalían a otras tantas intercesiones ante los dioses para que facilitasen la vida cotidiana y las buenas cosechas. Es lo que se ha venido a llamar religión oficial, siempre patrimonio de los dioses.
Paralelamente, existía una religión rural que nunca se identificó con los dioses.
Todas las prácticas religiosas de la civilización maya estaban ligadas al relato de la Creación: dado que los dioses crearon a los hombres, a cambio estos debían adorar a las divinidades alimentándolas.

### Los rituales del sacrificio
En este espíritu de don, combinado con la necesidad de mostrar a los dioses cuanto se les venera se inscriben los denominados rituales de los sacrificios.
Bajo este nombre se agrupan todas las prácticas rituales que tienen como objetivo honrar a los dioses por medio de un sacrificio. Conociendo el refinamiento de la sociedad maya, no debe sorprender la existencia de una gran cantidad de matices para expresar con una fe vibrante el don ofrecido a los dioses.
Los mayas consideraban que su primer deber hacia los dioses para agradecerles la creación del mundo era alimentarlos. En efecto, la vida en la tierra dependía del deseo divino, de aquellos dioses que en el pasado destruyeron varias veces la humanidad para engendrar otra nueva; los mayas dependían del buen humor de estas divinidades todopoderosas y, a veces, caprichosas, por lo que había que honrarlos en todas las ocasiones.
Los sacrificios sangrientos eran necesarios para la supervivencia de los dioses y de los seres humanos. La sangre humana es una de las ofrendas más apreciadas por las divinidades.

### Los ritos de sangre
Para los mayas los sacrificios ocupaban un lugar simbólico muy importante. El rey era considerado una encarnación divina que, además, de sus privilegios temporales y materiales, podía comunicarse con los dioses.
Se dedicaba con su esposo, su familia y la sociedad maya a los llamados ritos de sangre.
En las reuniones públicas se llevaban a cabo este tipo de ritos. El rey daba ejemplo haciéndose un corte con un cuchillo hecho de roca, y dejando que su sangre corriera sobre un papel colocado en un recipiente. También se han hecho en otras partes del cuerpo, ya que lo importante era conseguir sangre humana.
Una vez recogida la sangre, se quemaba el papel manchado, de modo que el humo conectaba con el mundo celestial, con lo que se cumplía el deber hacia los dioses.
La pérdida de sangre más las drogas que tomaba el rey, hacía que entrase en un estado de trance, con lo que este se transportaba al mundo de los espíritus, derribaba las barreras entre los dos mundos. Es cuando se cumplía plenamente su función.
La más temprana y también más drástica representación del autosacrificio real muestra al rey como encarnación del héroe Hunahpú. Se encuentra en los murales de San Bartolo (sitio arqueológico), que datan de la época preclásica.

### Los sacrificios de animales
En ofrenda a los dioses era muy habitual llevar a cabo el sacrificio de los animales. En todos los casos, la sangre de los animales sacrificados se ofrecía ritualmente a los dioses.

### Los sacrificios humanos
Los mayas siempre mataron hombres en honor de sus dioses, con la intención de preservar la vida a través de la muerte, y siempre con una carga simbólica muy fuerte.
Es importante destacar la relación entre la vida y la muerte, el equilibrio frágil entre el ser y el no ser, el sentido conferido al tránsito entre dos mundos.
Las víctimas de los sacrificios humanos que practicaban los antiguos mayas en el actual México eran en su mayoría niños y hombres jóvenes. A veces eran arrojados vivos y otras veces eran cruelmente asesinados y arrojados a los lagos en cavernas subterráneas llamados cenotes.
El arqueólogo Guillermo De Anda, de la Universidad de Yucatán, estudió los huesos del fondo del cenote sagrado de Chichén concluyendo que un 80 por ciento de ellos eran de niños de entre tres y 11 años. La mayoría habían sido arrojados vivos, pero algunos eran despellejados y desmembrados antes de ser ofrecidos a los dioses, especialmente al dios de la lluvia, Chaac.

### Los ritos funerarios
Aunque la muerte aparecía como la finalidad ritual del sacrificio humano, estaba investida de un sentido muy particular y de unos significados tan importantes como los que estaban ligados a la vida. Por lo tanto la religión maya instauró unos ritos relacionados con la muerte para proteger a la gente que penetraba en el Mundo subterráneo.
Los mayas no concebían la muerte como el final de la existencia humana. Para ellos era un paso de un mundo a otro, que estaban señalizados con ritos muy concretos.
Normalmente, la gente del pueblo era enterrada, hecho que le daba tiempo al difunto para prepararse para lo que le esperaba.
Los guerreros muertos en combate, las víctimas de guerra o las mujeres muertas de parto se ganaban el cielo sin pasar por Xibalba

### Los ritos de la purificación
Las medidas purificatorias como el ayuno, la abstención sexual, el baño y (especialmente en el pasado prehispánico) confesión generalmente precedían a los principales eventos rituales. En el Yucatán del siglo XVI, la purificación (exorcismo de espíritus malignos) a menudo representaba la fase inicial de un ritual. Los rituales de sangre también pueden haber tenido una función purificadora. De manera más general, se necesita la purificación antes de ingresar a áreas habitadas por deidades. En el Yucatán actual, por ejemplo, es costumbre beber agua estancada de una depresión rocosa en la primera oportunidad al entrar al bosque. El agua es luego escupida en el suelo, y por lo tanto hace que el individuo sea «virginal», libre de llevar a cabo el negocio de la humanidad en el bosque sagrado.

### Los ritos del juego de pelota
Algunas ceremonias rituales adquirían la forma de espectáculo público, y llevaban el símbolo del relato de la creación. Es el caso del juego de la pelota. Este tenía una significación mítica y esotérica, que para entenderla hay que conocer cómo se desarrolla el juego.
El terreno de juego tenía forma de una «I» mayúscula con las paredes laterales inclinadas. Cada equipo estaba formado por seis jugadores, que hacían botar de un lado al otro una pelota solo con las caderas, codos o muslos. Estaba prohibido con las manos o con las piernas. A veces el juego era violento, por lo que los jugadores llevaban protecciones.
Los juegos eran programados y se disputaban en fechas muy concretas. Por lo que los jugadores exhibían collares con piedras y llevaban peinados que recordaban los símbolos de sus dioses favoritos.
Se celebraban dos tipos de partidos:
- Los reservados a los jugadores del pueblo.
- Los que celebraba la clase dominante.

Para participar en el juego, era necesario poseer una rapidez y una agilidad fuera de lo común. Se lograban puntos cuando el balón pasaba a través de un aro de piedra fijado en una de las paredes laterales o si tocaba el suelo en el lado del adversario.
El partido alcanzaba su punto álgido cuando llegaba a su fin: el capitán del equipo perdedor (o ganador, según las fuentes)[cita requerida] era sacrificado y ofrecido a los dioses.
El juego de pelota simboliza en realidad el combate a muerte que tuvo lugar durante la tercera creación, y el suelo del terreno de juego representa la plataforma terrestre que separaba el mundo humano del mundo inferior.

### Los grandes centros de culto
La religión maya estaba presente en todos los pueblos del reino, en los poblados más humildes. En el corazón de estos grandes centros ceremoniales de las principales ciudades es donde se apreciaba realmente la importancia y el valor de los ritos y de las prácticas religiosas. Ninguna de estas ciudades estaba unas por encimas de otras. Las relaciones eran fluidas y reflejaban en todas las circunstancias una identidad cultural y una evidente comunión de intereses. Ciudades como:
- Tikal
- Chichén Itzá
- Palenque